# Lieke
Lieke is een Nederlandstalige en Friestalige meisjesnaam.
De naam is afgeleid van Angelique, Angelie of Angelika of van de naam Cornelia en vormt een deratief ervan waarbij enkel het laatste deel gebruikt wordt. 
In Friesland bestaat ook een deratieve verwante vorm Liekele, maar de verkorte vorm, Lieke, wordt vaker gebruikt.

## Bekende naamdraagsters
- Lieke Klaus (1989), BMX-ster
- Lieke Martens (1992), voetbalster
- Lieke van Lexmond (1982), actrice en presentatrice
- Lieke Veld (1985), radiopresentatrice (met het gelijknamige programma Lieke)
- Lieke te Winkel (1980), violiste